# گوینر (داکوتای شمالی)
گوینر(به انگلیسی: Gwinner) شهری در ایالت داکوتای شمالی کشور ایالات متحده آمریکا است که جمعیت آن در سرشماری سال ۲۰۱۰ میلادی، ۷۵۳ نفر بوده‌است.